# Chrześcijańska Partia Timoru Wschodniego
Chrześcijańska Partia Timoru Wschodniego (PDCT, port. Partido Democrata-Cristão de Timor) – centroprawicowa chrześcijańsko-demokratyczna partia na Timorze Wschodnim.

## Historia
W wyborach parlamentarnych w 2001 PDCT zdobyło 0,7% wszystkich głosów i 1 z 88 miejsc w parlamencie. W następnych wyborach partia nie wzięła udziału, z powodu rozpadu na PDCT i Chrześcijańską Partię Demokratyczną.